# Gottfarth

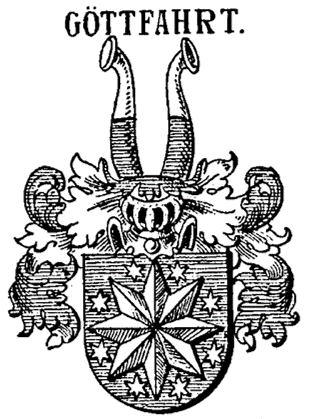
Wappen derer von Gottfarth (Göttfahrt)

Die Gottfarth (auch Göttfahrt, Gottfart, Gottfahrt o. ä.) waren ein Adelsgeschlecht, welches ab dem Spätmittelalter im thüringisch, fränkischen und mansfeldischen Land ansässig war.

## Geschichte
Das Geschlecht war im Thüringisch/Fränkischen/Mansfeldischen Land ansässig. Nach dem Bedeverzeichnis der Vogtei Buttelstedt, aus dem Jahre 1333, gehörten Theodericus Gothefridi 4 Mansen im Oberndorf (Wüstung bei Buttelstedt) und ½ Mansen in der Buttelstedter Flur „die Lache“. Weiter besaß Filius Gothefried ½ Manse in Ottmannshausen. Buttelstedt, im Sachsen Weimarischen Land, war neben Daasdorf bei Buttelstedt der alte langjährige Stammsitz dieses nie weit ausgebreiteten und im 18. Jh. erloschenen Geschlechts. Kurzzeitig hatte es auch Grundbesitz innerhalb der Provinz Sachsen. Die von Gottfarth besaßen im Jahr 1624 Lüttchendorf im Mansfeldischen. In Artern lebten von 1657 bis 1689 Anton Christoph und Hans Anton. Dietrich Hildebrand, Oberstleutnant besaß 1655 Freienbessing. Hans Heinrich (1611) und sein Sohn Adam hatten das Gut Erdeborn im Mansfeldischen, ebenso noch 1720 Ernst Heinrich. In Lodersleben wohnte Jobst. Hansens Witwe besaß ein Gut in Wundersleben. 
Weitere Orte waren u. a. Luckendorf, Camburg, Coburg, Prießnitz und Sonnenburg.
Hans Heinrich zu Buttelstedt erhielt im Jahr 1665 aus 24 Orten die Erbzinsen.

## Wappen
Blasonierung: In Blau ein achtstrahliger silberner Stern, in jedem Winkel ein kleiner silberner Stern. Auf dem Helm mit blau-silbernen Helmdecken zwei von Silber und Blau geteilte Büffelhörner.

## Persönlichkeiten
Bei der Familie von Gottfarth handelte es sich um eine alte adlige Familie im späten Mittelalter. Der Familienname entstand aus dem Vornamen Gottfried und kommt als Gothefridi, Gottfart, Gottfahrt, Göttfart, Göttfahrt, Gettfardt, Gotfort, Godefurt, Gadefart und Gadenfort vor. Diese Familie versuchte immer ihren Einfluss durch Verbreitung und Heiratspolitik in Mitteldeutschland und darüber hinaus zu erweitern. Der erste namentliche Vertreter war 1333 Theodericus in Oberndorf (Buttelstedt) und als letzter seines Mannesstammes starb Hans Wilhelm 1724 in Buttelstedt. Der Ritter Hans Gottfart wurde 1417 als Zeuge in einem Vertrag erwähnt und konnte als Stammvater der Sippe gelten.
Die Verbreitung der Sippe begann im 15. Jh. mit den Linien des Bernhard (Buttelstedt), Leutholf (Daasdorf) und des Dietrich. Christoph (der Jüngere, * 1510, † 1610) von Gottfarth aus Daasdorf beteiligte sich 1535 mit Kaiser Karl dem V. am Feldzug gegen Tunis. Caspar und Eitel-Günter sind im Zusammenhang mit dem Krummbacher Händel erwähnt. Der politischen Karriere des Caspar hat diese Beteiligung nicht geschadet, denn er wurde später Hofmarschall in Coburg.
Im Jahr 1581 wurden Ludolph und Hans Christoph im Zusammenhang mit einer himmlischen Feuerkugel über Niederreißen erwähnt.  Caspar, Eitel-Günter, Jörg, Heinrich und Christoph ließen zu Ehren ihrer Vorfahren 1582 ein Buch verlegen. Im Jahr 1569 war Veronika von Gottfarth Hofjungfrau bei der Fürstin Agnes von Anhalt. Die größte Anzahl von Familienmitgliedern erreichte die Sippe Anfang des 16. Jahrhunderts. In den Akten sind ca. 373 Einzelnamen von Familienmitgliedern nachweisbar. Unter den Vertretern erscheint der Vorname Christoph am häufigsten.

## Stammbaum
Nach dem Hans Christoph von Gottfarth 1610 ohne Erben in Daasdorf starb, gab es Streit zwischen den verschiedenen Linien um das Gut. Adam von Gottfarth klagte ergebnislos sein vermeintliches Recht am Schöppenstuhl Jena ein. Aus dem Jahr 1618 ist dafür eine Stammtafel angefertigt worden.

## Familienverbindungen
Familiäre Verbindungen bestanden u. a. mit den Familien, von Archshofen, von Berck, von Bessing, von Bose, von Brand, von Brandstein, von Breitenbauch, von Bünau, von Brühl, von Creilßheim, Fam. Cäsar, Fam. Dangels, von Dernbach, von Drachwitz, von Draxdorf, von Eberstedt, von Endte, von Fortsch, von Gehofen, von Gemmingen, von Geusau, von Gutenberg, von Harras, Lochnerin von Hippenbach, von Holstein/Gottfarth, von Horneck, von Kappen, von Knobloch, von Kornburg, von Kreuzburg, von Liederbach, von Mandelsloh, von Meissbach, von Morsheim, von Maßbach, von Nanckenreuth, Neuhaus, Notthaft von Weißenstein, von Osterhausen, von Plassenberg, von Pölnitz, von Ranis, von Redwitz, von Rheden, von Rosenau, von Roßmann, von Schmidtburg, von Sickingen, von Storndorf, von der Tanne, von Toepfer, von Trebra, von Trotta, von Tümpling, Vitzthum von Eckstedt, Weiland, von Weinheim, von Weitenbach, von Werder, von Wiezburg, von Wirchhausen, von Witzleben und von Worm. 